# Cerkiew św. Paraskewy w Stefkowej
Cerkiew św. Paraskewy w Stefkowej – drewniana parafialna cerkiew greckokatolicka, znajdująca się w Stefkowej.
Obiekt w 1989 wpisany na listę zabytków oraz włączony do podkarpackiego Szlaku Architektury Drewnianej.

## Historia
Cerkiew została wybudowana w 1840, na miejscu starszej świątyni pod tym samym wezwaniem. W kościele widoczny portret donatora, którym był Andrij Hirskyj (Andrzej Górski). Stojąca opodal kościoła drewniana dzwonnica wzniesiona została w 1906. Świątynia w Stefkowej, pomimo przekształceń pozostaje budowlą wyraźnie tradycyjną, nawiązującą kompozycyjnie do dawnej architektury cerkiewnej. Taki typ budowli cerkiewnych, zarówno wieżowych jak bezwieżowych, upowszechnił się w XIX wieku w dolinie górnego Sanu.
Parafia należała do dekanatu liskiego, po I wojnie światowej do dekanatu ustrzyckiego. Do parafii należała filialna cerkiew w Olszanicy.
W 1953 cerkiew została przejęta przez kościół rzymskokatolicki i pełni funkcję filialnego kościoła rzymskokatolickiego pw. Niepokalanego Poczęcia NMP (parafia pw. MB Pocieszenia w Olszanicy).

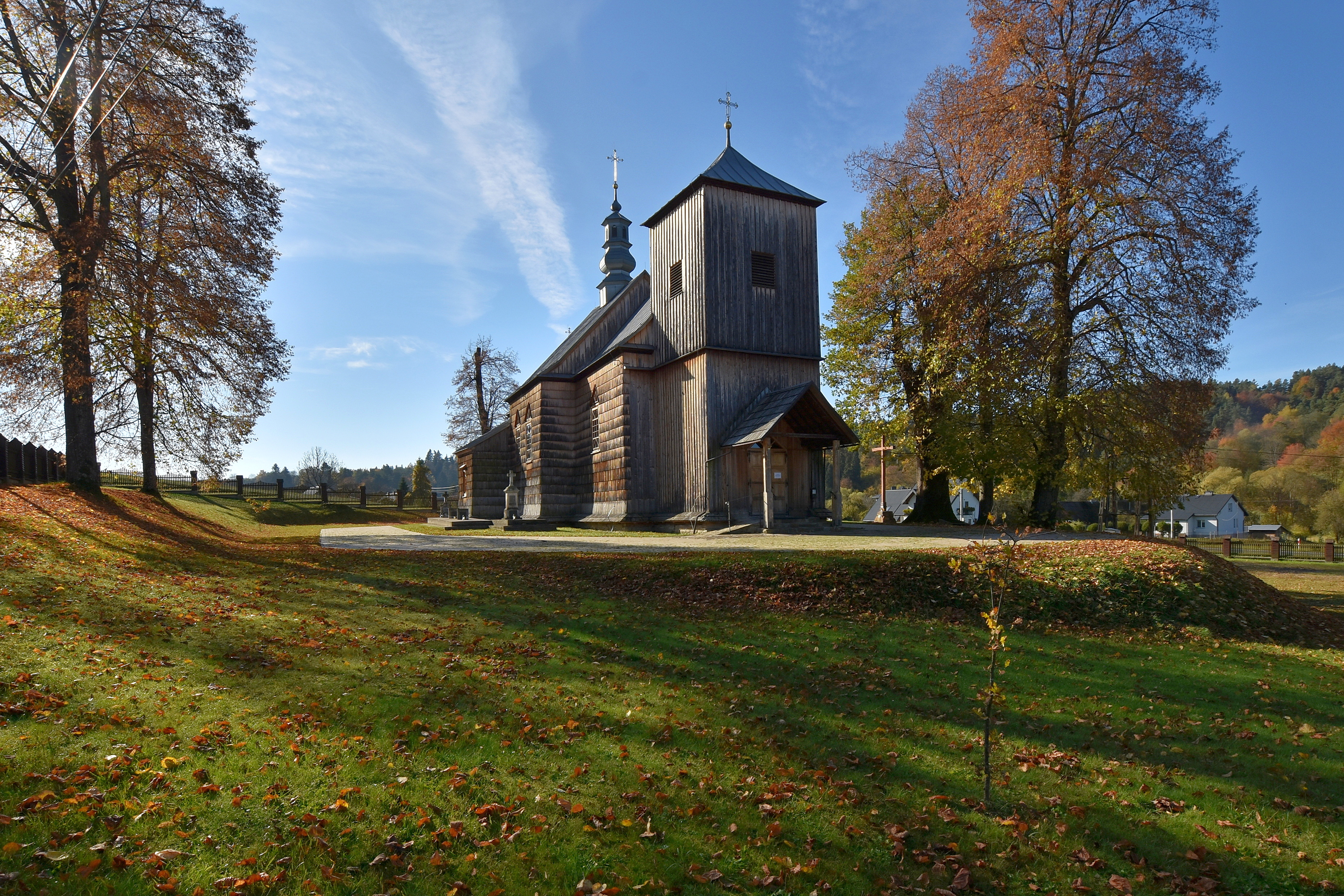
Elewacja frontowa
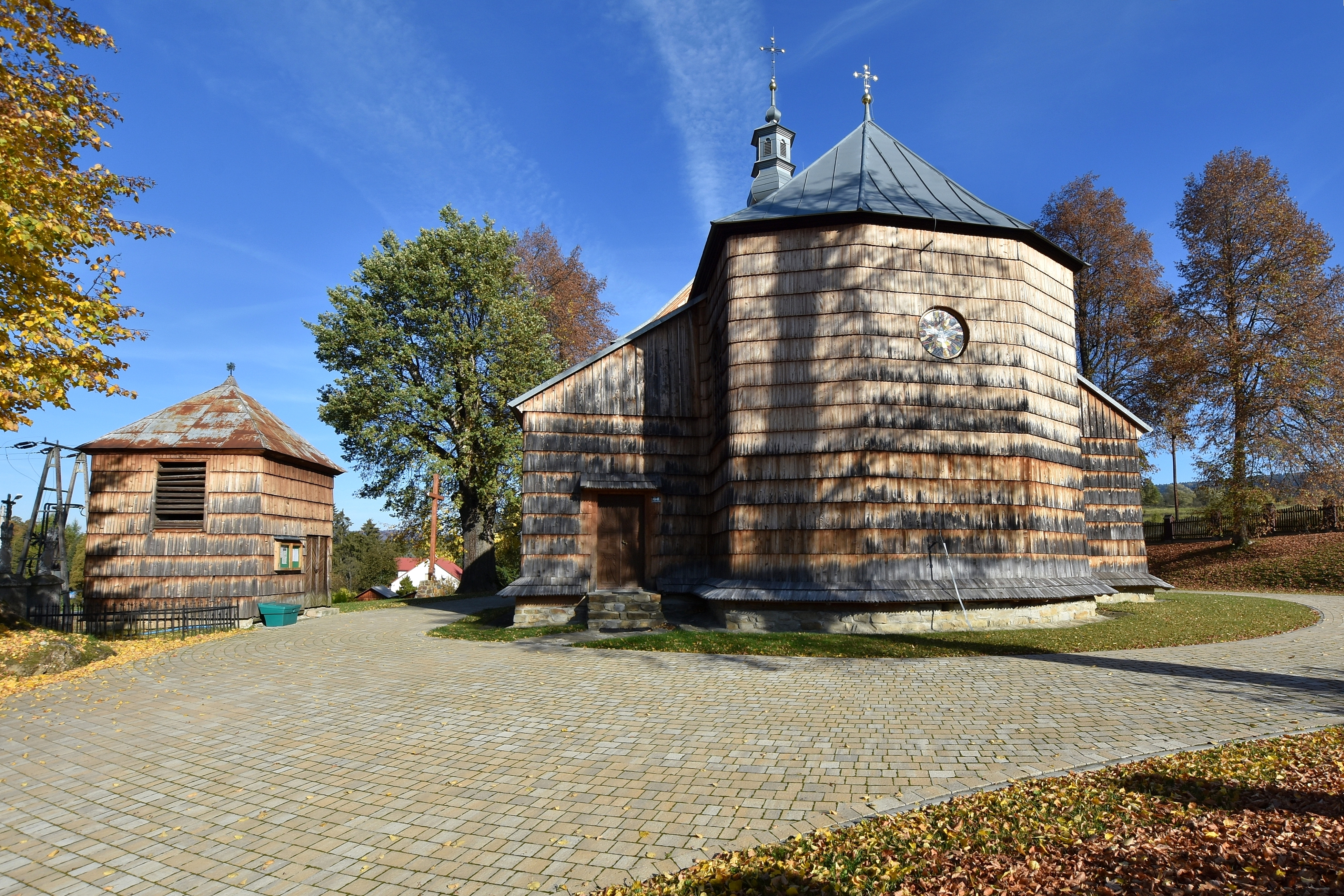
Widok od strony prezbiterium
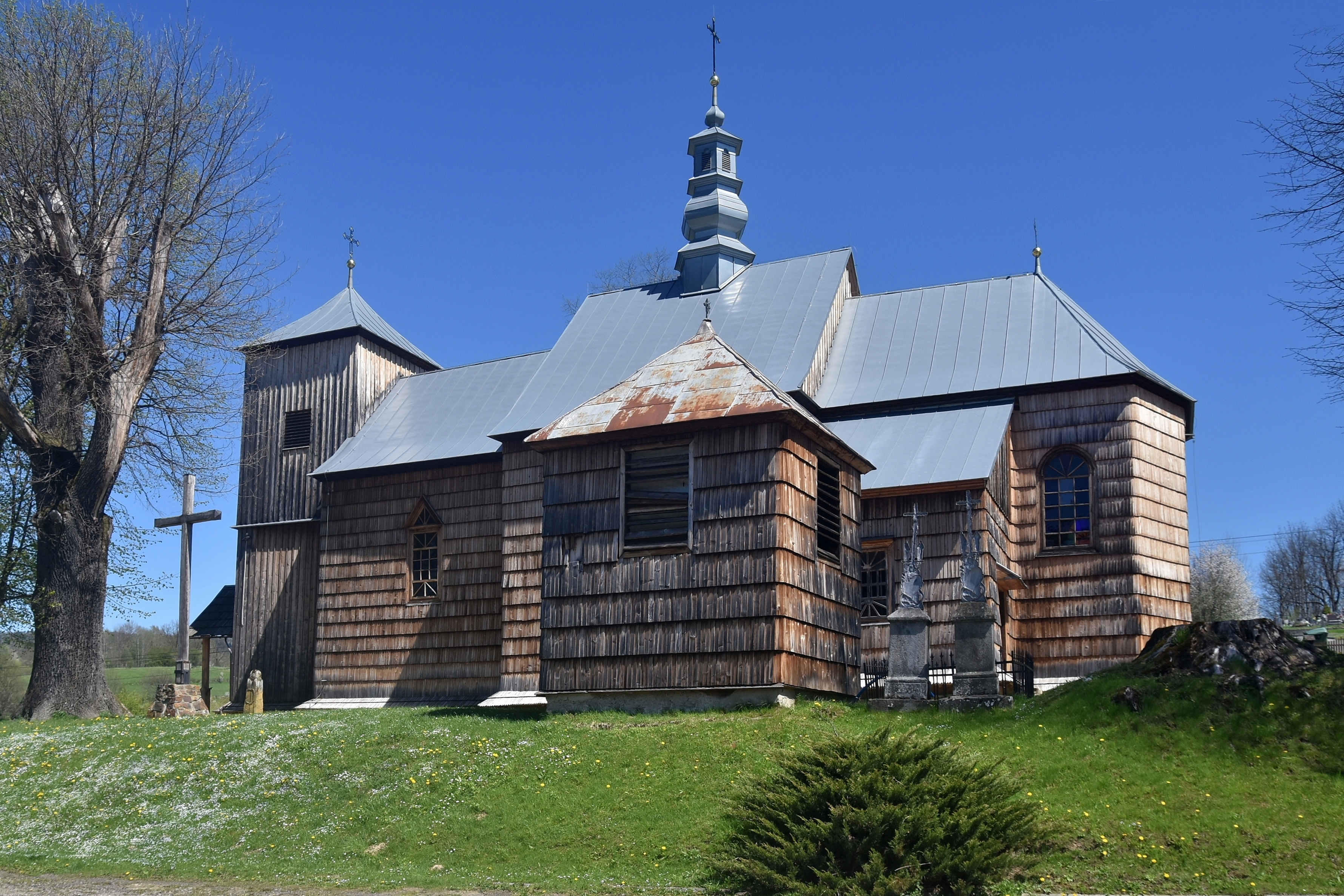
Elewacja południowa